# Moulin de Dosches
De moulin de Dosches is een reconstructie van een open standerdmolen in de Champagne. De molen staat in de plaats Dosches in het departement Aube.
De molen is gebouwd tussen oktober 2004 en oktober 2006. Het 20 meter lange en 2 meter brede gevlucht is dwarsgetuigd.

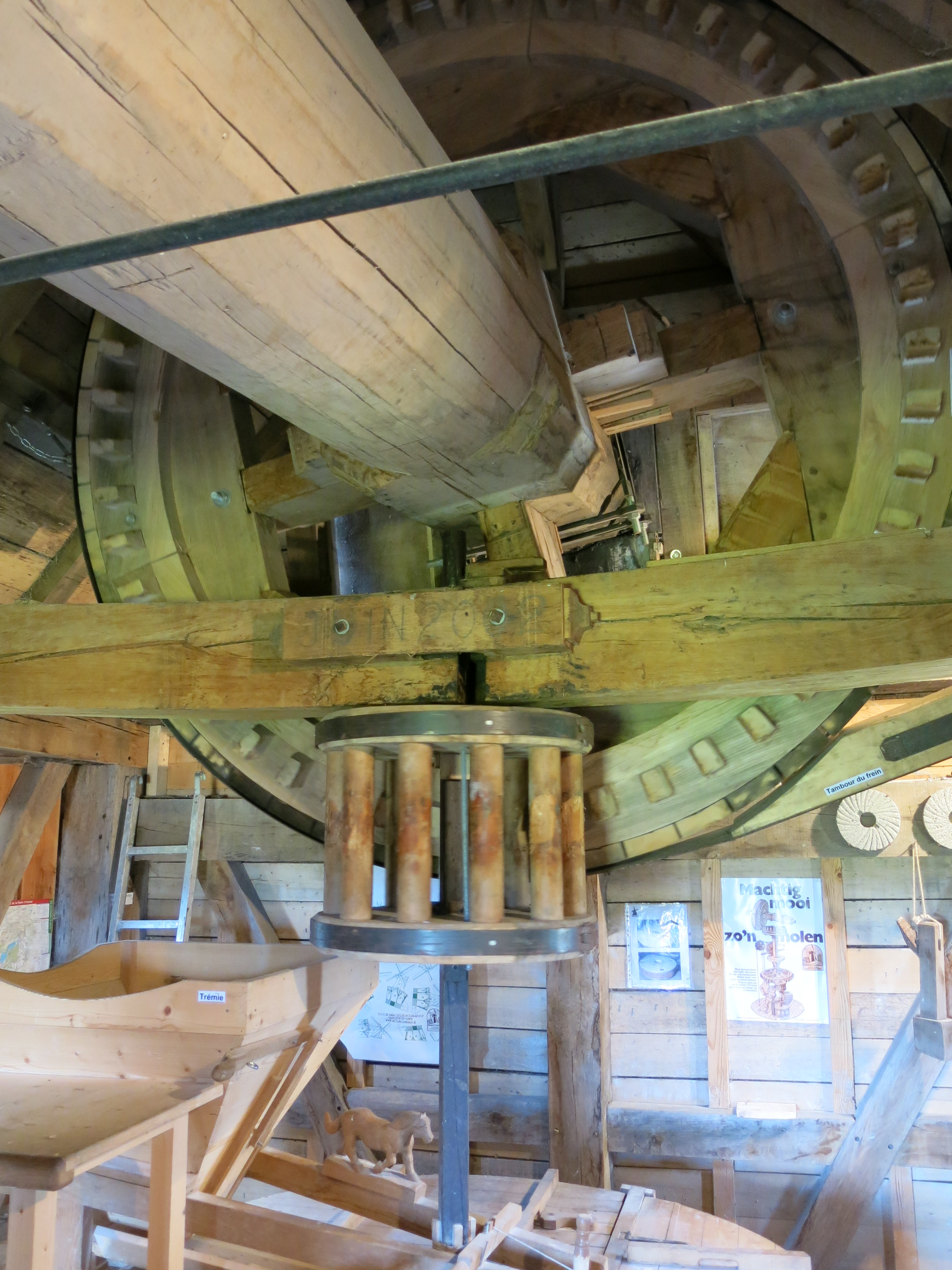
Houten bovenas met bovenwiel en steenrondsel